# Майкл Ріган
Майкл Стенлі Ріган (англ. Michael Stanley Regan; нар. 6 серпня 1976) — американський еколог та політик, 16-ий адміністратор Агенції з охорони довкілля з 11 березня 2021. Він став першим афроамериканцем на цій посаді. Раніше Ріган був секретарем Департаменту якості довкілля Північної Кароліни, працював спеціалістом з якості повітря в Агенції з охорони довкілля.